# Distrito de Huaso
El Distrito de Huaso es uno de los cuatro distritos de la Provincia de Julcán, ubicada en el Departamento de La Libertad, bajo la administración del Gobierno regional de La Libertad, en el Perú.
Desde el punto de vista jerárquico de la Iglesia católica forma parte de la Arquidiócesis de Trujillo.

## Historia
Fue creado por Ley N° 25361 de creación de la provincia de Julcán,  del 19 de junio de 1990, en el primer gobierno del Presidente Alan García. 

## Geografía
Abarca unas superficie de 431,05 km².

## Autoridades

### Municipales
- 2019 - 2022[2][3]
  - Alcalde: Carlos Ríos Cruzado, del Partido Aprista peruano (APRA).
  - Regidores: Milton Miguel Esquivel Pereda (PNP), Horacio Montenegro Ramos (PNP), Pablo Herman Castañeda Miñano (PNP), Sumilda Clementina Cruz Santos (PNP), Santos Heriberto Rivera Alejandro (Partido Aprista Peruano).[4]
- 2007 - 2010
  - Alcalde: Mercedes Ladimir Castro Arteaga, del Partido Aprista Peruano.

### Policiales
- Comisario: Mayor PNP.

### Religiosas
- Arquidiócesis de Trujillo[5]
  - Arzobispo de Trujillo: Monseñor Héctor Miguel Cabrejos Vidarte, OFM.[6]
- Parroquia
  - Párroco: Pbro.